# Marcelo Ferreira
Pour les articles homonymes, voir Ferreira.
Marcelo Ferreira est un skipper brésilien né le 26 septembre 1965 à Niterói.

## Carrière
Marcelo Ferreira obtient une médaille de bronze olympique de voile en classe Star aux Jeux olympiques d'été de 1996 à Atlanta en compagnie de son coéquipier Torben Grael. Il remporte une nouvelle médaille olympique, de bronze cette fois-ci, dans la même catégorie de bateau, lors des Jeux olympiques d'été de 2000 à Sydney toujours avec le même coéquipier. Enfin, lors des Jeux olympiques d'été de 2004 à Athènes, il remporte de nouveau le titre olympique toujours dans la même catégorie. Entre 1990 et 2002, il monte à de nombreuses reprises sur les podiums des Championnats du monde de Star.